# Baliză

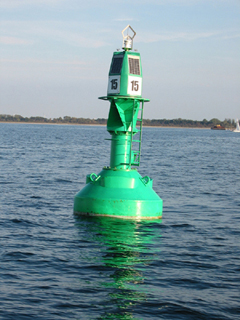
Baliză

Baliză se numește o construcție specială instalată pe coastă sau pe funduri mici și care, fiind vizibilă de pe mare, poate fi folosită de navigatori pentru recunoașterea coastei, orientare sau pentru determinarea poziției. 

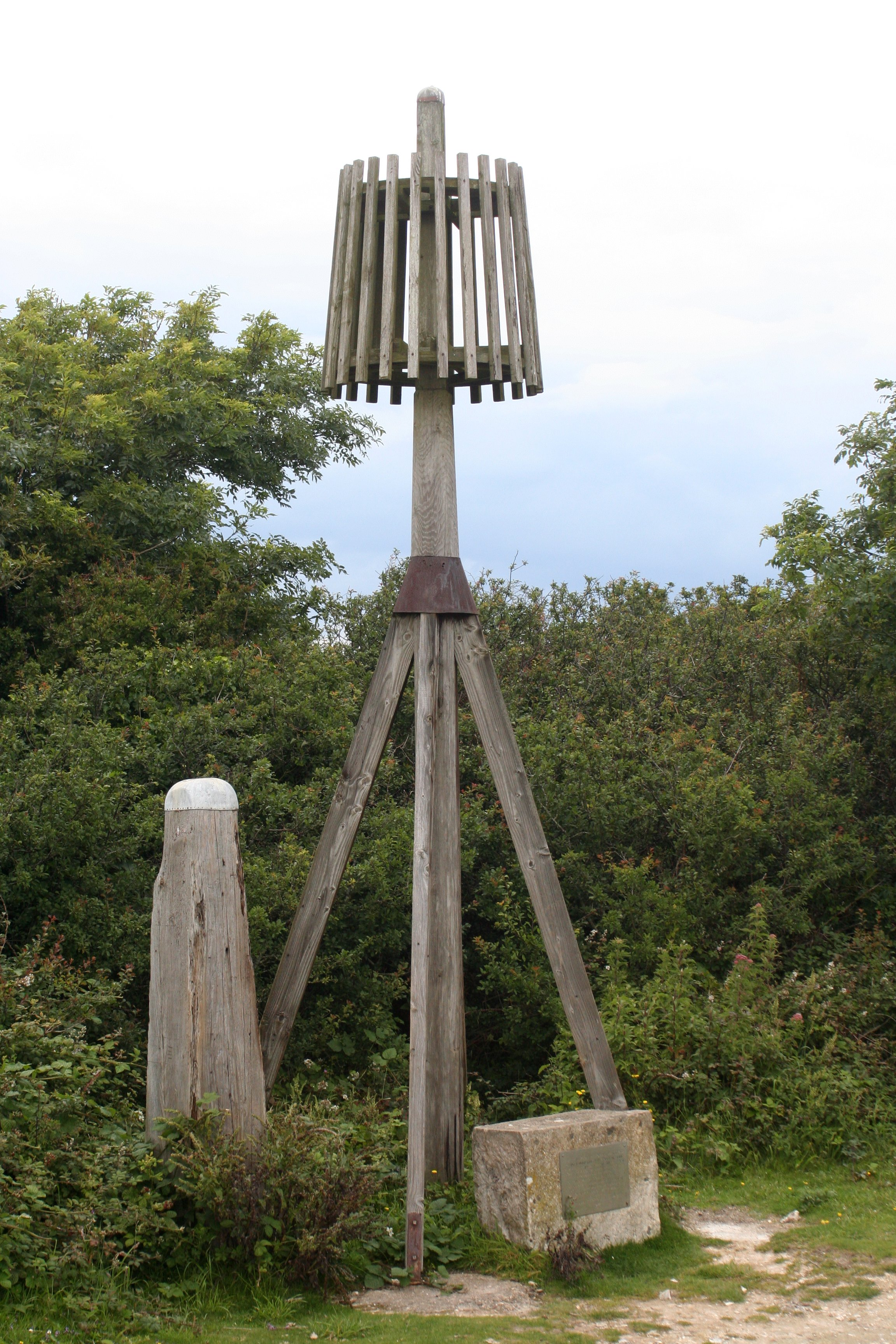
Baliză instalată pe uscat

Poate fi o grindă sau piramidă simplă ori cu zăbrele, având ca semn de vârf un panou distinctiv în formă de disc, romb, triunghi sau pătrat. Semnalele costiere folosite în navigație au o poziție precis determinată și sunt reprezentate pe hărțile de navigație.
Dacă este instalat pe uscat, le indică piloților limitele terenului de aterizare.
Tot baliză se numește și un indicator destinat să semnaleze prezența unui obstacol sau accident de teren pe o cale de comunicație.
Baliza topografică este un mijloc de semnalizare care se utilizează la materializarea temporară a punctelor geodezice de ordinul IV. Baliza topografică este formată din corp, fluture și cutia de bază.

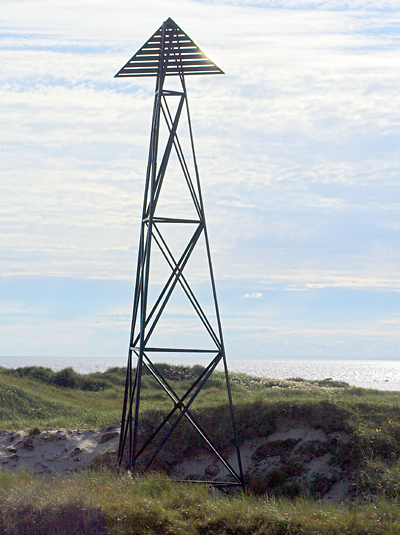
Baliză topografică

Semnalizarea unui teren cu balize topografice sau amplasarea de semnale vizibile în punctele caracteristice ale unei căi de comunicație se numește balizaj.

## Legături externe
- „Baliză” la DEX online